# Тяньлянь-1
«Тяньлянь-1» (кит. трад. 天鏈一號, упр. 天链一号, пиньинь Tiānliàn yī hào, буквально: «Небесная цепь»), также известный как Tianlian I, Tian Lian 1, TL-1, и CTDRS-1 — серия китайских спутников связи слежения и ретрансляции. Созданные на основе спутника DFH-3, они будут обеспечивать связь для пилотируемых миссий «Шэньчжоу», начиная с «Шэньчжоу-7» функционально они схожи со Спутниками сопровождения объектов и передачи данных США.
Первый спутник серии «Тяньлянь 1-01» был запущен во время первго запуска ракеты-носителя «Чанчжэн-3C», в 15:35 UTC, 25 апреля 2008 года, с комплекса LC-2 космодрома Сичан. «Тяньлянь 1-01» сможет охватить примерно половину траекторий космических аппаратов, по сравнению с примерно 12 %, которые были покрыты с помощью станций слежения и флота. «Тяньлянь 1-02» был запущен в июле 2011, а «Тяньлянь 1-03» был запущен 25 июля 2012 года. Спутники находятся на геостационарной орбите.

## Спутники серии «Тяньлянь-1»
| № | Название аппарата | Дата запуска, время (UTC) | Результат | Ракета-носитель | Космодром |
| - | ----------------- | ------------------------- | --------- | --------------- | --------- |
| 1 | Тяньлянь 1-01     | 25.04.2008, 15:35 UTC     | Успех     | Чанчжэн-3C      | Сичан     |
| 2 | Тяньлянь 1-02     | 11.07.2011                | Успех     | Чанчжэн-3C      | Сичан     |
| 3 | Тяньлянь 1-03     | 23.07.2012                | Успех     | Чанчжэн-3C      | Сичан     |
| 4 | Тяньлянь 1-04     | 22.11.2016, 15:24 UTC     | Успех     | Чанчжэн-3C      | Сичан     |